# Le muet mélomane
Le muet mélomane è un cortometraggio del 1899 diretto da Ferdinand Zecca.

## Conosciuto anche come
- Les mésaventures d'une tête mélomane

## Produzione
Primo film sonoro realizzato da Ferdinand Zecca per Pathé.